# Gare de Sant Miquel de Fluvià
La gare de Sant Miquel de Fluvià (en catalan : estació de Sant Miquel de Fluvià) est une gare ferroviaire espagnole située sur le territoire de la commune de Sant Miquel de Fluvià, dans la comarque de l'Alt Empordà, en Catalogne (Province de Gérone).

## Situation ferroviaire
La gare de Sant Miquel de Fluvià est située au point kilométrique (PK) 60,699 de la ligne Barcelone - Gérone - Portbou dans sa section entre Maçanet-Massanes et Cerbère, entre les gares en service de Vilamalla et de Camallera et la gare fermée de Tonyà. Son altitude est de 38,6 mètres.

## Histoire
La gare a été inaugurée le 28 octobre 1877 avec la mise en service du tronçon Gérone - Figueras destiné à relier Barcelone à la frontière française. Les travaux ont été réalisés par la Compañía de los ferrocarriles de Tarragona a Barcelona y Francia ou TBF fondée en 1875. En 1889, TBF accepta de fusionner avec le puissant MZA. Cette fusion a été maintenue jusqu'en 1941, année de la nationalisation du chemin de fer en Espagne entraînant la disparition de toutes les sociétés privées existantes et la création de Renfe.
Depuis le 31 décembre 2004, la Renfe exploite la ligne, tandis qu’ADIF est propriétaire de toutes les installations ferroviaires.
En 2016, 28 000 voyageurs (se répartissant en 12 000 montées et 16 000 descentes) ont transité en gare de Sant Miquel de Fluvià.

## Service des voyageurs

### Accueil
La gare est située à l'ouest du centre ville, même si la gare dispose d'une bâtiment, il reste généralement fermé au public, laissant les voyageurs sans endroit pour s’asseoir ou s'abriter des intempéries pendant qu'ils attendent un train.
La gare dispose de deux voies principales (voies 1 et 2) et d'une autre voie dérivée (voie 4) auxquelles on accède par deux quais, un latéral et un central. La gare possède également une autre voie abandonnée non numérotée et une autre qui atteint une sous-station électrique à proximité.

### Desserte
La gare de Sant Miquel de Fluvià est desservie par les trains régionaux de la ligne R11 de Rodalies de Catalogne et les trains de la ligne RG1 de la Rodalia de Gérone.

## Patrimoine ferroviaire
Elle dispose d'un petit bâtiment voyageurs, d'un seul étage, placé à droite des voies vers Portbou. Bien que le bâtiment ait été conçu comme provisoire, structurellement différent des autres de la ligne, il a survécu et est toujours préservé. 